# Korma

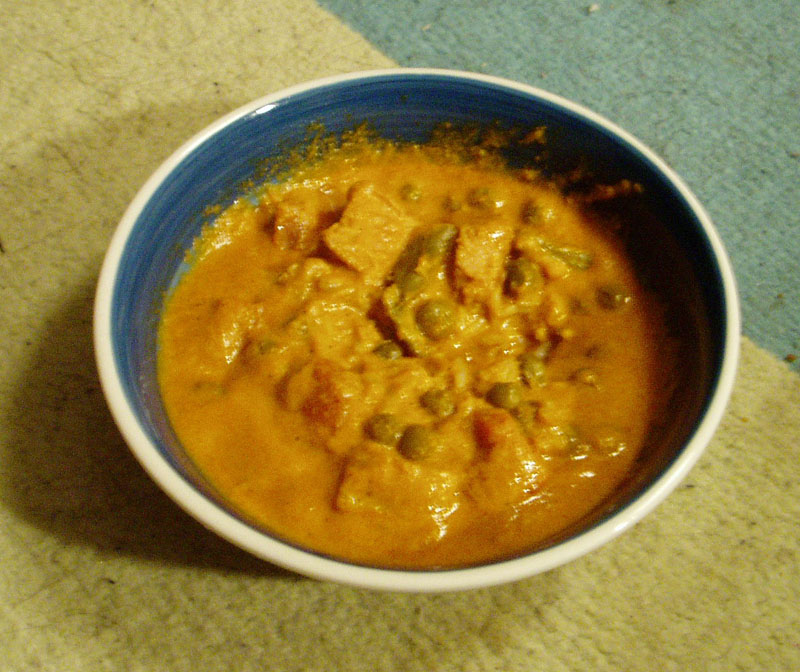
Korma

Korma – danie kuchni indyjskiej; rodzaj curry na bazie jogurtu i przypraw. Istnieją zarówno odmiany mięsne, jak i wegetariańskie.